# Kanton Sisteron
Kanton Sisteron (fr. Canton de Sisteron) je francouzský kanton v departementu Alpes-de-Haute-Provence v regionu Provence-Alpes-Côte d'Azur. Tvoří ho pět obcí.

## Obce kantonu
- Authon
- Entrepierres
- Mison
- Saint-Geniez
- Sisteron